# 泰國共產黨
泰國共產黨（羅馬化：phak khommiwnit haeng prathet thai）是泰國历史上的一个共产主义政党，存在于1942年—1990年代初。1942年12月1日，泰国共产党正式成立。1960年代，泰國共產黨不斷扩展势力。到1970年代，泰國成為東南亞第二大的共产党活動區域，僅次於越南。
1965年，泰共開始對泰國政府展開游擊戰。雖然內部存在嚴重分歧，其在政治高峰期估計至少有成员和支持者400萬人，軍事高峰期亦擁有武装人员約14000余人，主要影響泰國東北部的依善地區、北部的泰國高地和南部地區，甚至形成國中國的局面。但到了後期，泰共內部的矛盾激化、冷戰的局勢變化讓情勢逐漸不利。此外，泰國政府的一套反制措施，例如特赦共黨內的核心幹部，也使泰國共產黨的元氣大傷。1987年，在遭受政府军的一次重大军事打击后，泰共仅剩总书记等数人维持组织机构。在1990年代初，隨著冷戰結束，泰國共產黨最终消亡。

## 歷史

### 創立前（1920至1930年代）
上世纪20年代中期，马克思主义开始在泰国传播。1927年，暹羅学生中出现一些马克思主义小组，他们在工人、学生、贫民中开展活动。1926年至1927年期間，南洋共产党暹羅特別委員會成立。1927年，由於中華民國政府实行剿共，大量的左派人士從中國流亡到泰國，成為泰共草創初期的生力軍。1930年，在第三国际代表协助下，建立暹羅共产党临时委员会。该组织成立后屡遭镇压，领导机构多次改组。

### 草創時期（1940至1950年代）
泰国共产党的成立与中共密切相关。1926年南洋共产党成立后，就在泰国设立暹罗委员会宣传共产主义。1927年国民党「清共」后，部分中共党员、左派人士避难泰国，推动了泰国共产主义运动的发展。1930年南洋共产党解散后，暹罗委员会改组为泰国共产党的前身暹罗共产党。
1941年5月，暹罗共产党临时委员会改称泰国共产党工作委员会，同年12月，日本侵占泰国，泰共工委号召人民进行抗日斗争。1942年12月1日，工委在曼谷秘密召开第一次全国代表会议，正式宣告泰国共产党的成立，会议通过了《建立抗日统一战线与开展抗日斗争》的政治报告，会议制定了“建立抗日民族统一战线和开展抗日斗争”的政治路线，通过党章并选举了党的中央领导机构--工作委员会，中共党员李启新当选泰共第一任总书记，此前他曾任马共新加坡区副书记，中共建政后官至新华社香港分社副社长。在当时即将毛泽东思想与马克思主义並列为指导思想(中共直到1945年才将毛泽东思想定为指导思想。)。日本占领泰国期间，泰共秘密出版报纸，发动工人怠工、罢工，发展各种抗日团体，建立抗日义勇队，反日大同盟、曼谷各业工人联合会等抗日组织。在草創初期，暹羅共產黨仍然是一個勢力相當微薄的政黨，總部設於曼谷的四丕耶路（Si Phraya Road）的一棟木造建築中，
成員主要是由曼谷的知識份子和政府官員所組成。日本投降后，泰共认为泰国仍然是半殖民地半封建国家，革命“由民族解放斗争转到民主自由斗争阶段”，决定解散党领导的抗日义勇队，在城市公开建立工会、各种群众团体和出版大公报，并联合民主党派成立“民主同盟”，参加议会选举。1946年底，泰国国会正式通过废除反共条例，泰共取得合法地位，在议会中有1个席位。1947年11月，美国支持的銮披汶发动政变上台，泰共又被迫转入地下。截至1948年，英國的情報機關仍然認為這個團體有3,000人的說法為「誇大的說詞」。
在1946年到1948年之間，暹羅共產黨擁有短暫的合法性。

1950年北朝鮮发动朝鲜战争后，泰共为反对銮披汶政府派兵参战，先后两次发起有32万人参加的保卫和平签名行动。1951年2月，泰國共產黨代表在越南宣光省參與了第二屆越南共產黨國民代會。

1952年2月，泰共于曼谷秘密召开第二次全国代表会议。会议通过了《加紧动员千千万万群众为争取独立民主的胜利而斗争》的政治报告，巴颂·翁威瓦当选为总书记。会议认为，泰国正沦为美帝国主义的殖民地，泰国人民当前的主要任务是“反对美帝国主义的侵略”和“法西斯军人独裁卖国政府”，批评了在缺乏群众基础的情况下发动武装斗争的主张。会议提出了“发动千百万群众，建立救国民主联合阵线”的政治路线，号召全体党员和一切爱国进步人士为争取独立、民主、和平和繁荣而斗争。同年11月銮披汶政府以“和平叛乱罪”逮捕参加和平运动的人士，并颁布了《反共条例》，宣布泰共为“非法”
1955年万隆会议后，銮披汶政府对内政策做了某些调整，允许组织政党，并准备举行大选。泰共提出“为和平、中立、民主而斗争”的口号，反对政府追随美国镇压人民的政策。这个时期，泰共的许多统战工作和它影响下的工人运动、学生运动很活跃，成立了许多工会组织和学生组织。左翼政党也联合组成社会主义联合阵线。1957年9月陆军司令沙立·他那叻发动政变推翻銮披汶政府后，泰共向新政府提出“一致对外”和实行中立政策的主张，并支持1957年和1958年两次大选。1958年10月。沙立再次发动政变，废除宪法，解散议会，实行军人统治，大批进步人士（包括一些泰共党员）被捕入狱。至此，泰共认为，“对泰国来说，没有和平道路可走，只有拿起武器进行斗争”。

### 人民戰爭（1960年代）
1960年，泰國共產黨參與了在莫斯科舉辦的共产党和工人党国际会议。
1961年9月，泰國共產黨在曼谷秘密召开了第三次全国代表大会。选举密·沙玛南为总书记，大会通过了《建立爱国民主联合阵线，驱除美帝国主义侵略者，推翻沙立卖国法西斯独裁及窃国殃民政权》的政治报告，并发出了“加紧发动和组织群众与敌人进行彻底斗争”的号召，大会认为泰国已日益沦为美国的“新型殖民地”，并确定了准备进行武装斗争的路线，大会还追认第一、第二次全国代表会议为全国代表大会，修改了党章并制定了“驱除美帝势力，推翻沙立政府”等十二项政策。此后泰共把工作重心由城市转到农村。在泰国东北部、中部等地农村发动群众，组织武装队伍。並決定在中蘇交惡的國際情勢下，選擇與中國共產黨站在同一陣線。

1964年10月1日，在中華人民共和國的國慶典禮上，泰國共產黨代表在賀詞當中正式宣布其立場。 

这一时期，在意識形態上，泰國共產黨主要信奉毛泽东思想。1961年，泰共調整內部政策，要在中國無產階級革命的經驗之上發動武裝暴動。這個政策到了1964年逐漸明朗化。泰國共產黨譴責蘇聯共產黨奉行「修正主義」和「社會帝國主義」。

1966年，泰國共產黨批評越南共產黨沒有與中國共產黨站在同一陣線，因而與越共交惡。

1962年3月，泰國共產黨於中國雲南磨憨成立「泰國人民之聲」電台。
1965年1月1日，泰共成立「泰國愛國陣線」，是泰共领导的进行反美斗争的统战组织。它的宗旨是为彻底实现泰国的独立、民主、和平、中立和繁荣而斗争，它提出了六點要求和平與中立的綱領。泰國愛國陣線呼籲成立一個愛國且民主的政府，並反對泰國政府軍和駐守泰國的美軍。1965年11月1日，泰国独立运动宣告它加入泰国爱国阵线作为团体会员，并接受泰国爱国阵线的领导。
泰國愛國陣線的成立是為了滿足人民戰爭中的三大法宝，意即發動人民戰爭需要黨、軍隊和统一战线三者的合作才能成功，而泰國愛國陣線正是為了统一战线的功能而設置。

1965年8月7日，泰國共產黨開始在那空拍侬府的塔拍侬县开始进行武装斗争，並在泰國人民之聲中宣布「武裝暴動的時代已經開始」，當時泰共約擁有1,200名武裝分子。
 战争逐渐由东北部扩大到南部、中部、北部一些山林地区，不少地方已经建立了泰共政权。泰共的指导思想有马克思列宁主义，毛泽东思想，坚持农村包围城市、武装夺取政权的斗争道路，反对他侬政权。
1967-1970年，武装斗争遭受挫折。泰共在一些地区的武装力量损失较严重，但北部山区武装斗争仍有新发展，并建立了几个小块根据地。
在越戰時期，反對美軍駐守泰國是個很重大的政治議題。泰共聲稱泰國將會在美國的影響力之下淪為新殖民地的國家，並強調唯有抗爭才能維持國家主權獨立。到了1968年，黨內大部分的成員受到毛澤東思想的影響，更聲稱泰國不只是新殖民地，而是「半殖民地」。

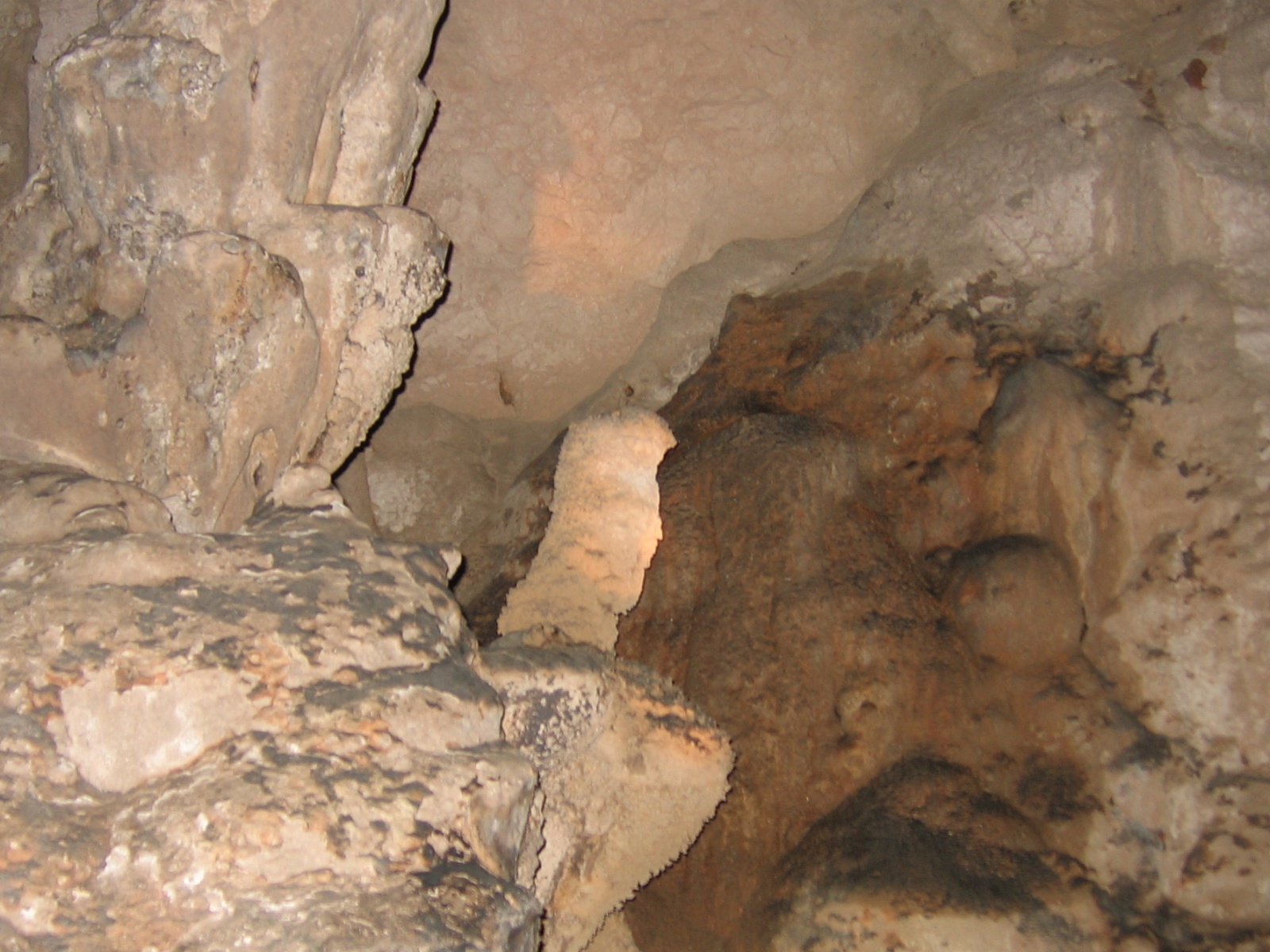
蘊朋郡（Amphoe Umphang）的大高碧洞穴（Ta Ko Bi Cave）中的石灰岩地形，為泰共游擊隊的基地。

到了1969年，泰國人民解放軍總司令部成立，发布了解放军十项纪律。代表泰共正式擁有自己的游擊隊。這支軍隊主要活動與泰北的碧差汶山脈（Phetchabun Mountains）和披泛南地區等山區活動。游擊隊所控制的範圍主要在邊境地帶，與馬來亞共產黨的基地接壤。

1969年7月，九名泰共的成員被捕，其中包括中央委員會的成員，泰國政府表示此次逮捕行動為政府軍的重大勝利。

### 全盛時期（1970年代）
然而，1970年開始，局勢有了轉變。中共和越共開始提供後勤上的支援給泰國人民解放軍，因此攻擊規模也跟著擴大，例如攻擊美國空軍的轟炸基地。据“泰国人民之声”电台在1971年的报道，泰国人民解放军及其支持者共消灭敌人约七千名，击落、击伤敌机一百六十多架，缴获了大量武器，捣毁了他侬--巴博集团“乡村自卫队”的据点和警察署几十处。在1971年的一年里，泰国人民解放军及其支持者同敌人战斗七百多次，消灭敌人1700多名，击落、击伤敌机55架，击毁包括装甲车在内的军车27辆，捣毁警察署和“乡村自卫队”据点四十多个。1972年泰共中央召开三届三中全会，总结了三大以来的斗争经验，纠正了过去所作关于“泰国已成为美帝国主义的新型殖民地”的结论。同年12月1日，泰共发表建党30周年宣言，阐明了泰国的社会性质仍然是半殖民地半封建社会，党在民族民主革命时期的总路线是“联合最广泛的人民大众，推翻帝国主义、封建主义和官僚资本主义，建立无产阶级领导的独立、民主和繁荣的新泰国”；“建立农村根据地，以农村包围城市，最后夺取城市”。1973年10月14日，泰国大中学生和知识分子在曼谷发动大规模的群众运动，他侬军人政府被迫下台。1974-1976年间，随着群众运动的高涨，泰共在城市工人、农民、学生和知识分子中的统战工作有所发展。
1975年，泰國與中華人民共和國建交。

1976年10月6日，泰国军人集团发动政变，學生聚集在泰國國立法政大學舉行抗議，卻被軍警掃射，是為泰國法政大學屠殺事件。這次事件造成人們益發不滿軍政府的壓迫，使許多人加入泰共，大多為學生、工人、知識分子、農民和泰國社會黨的幹部。新進者有超過1000名學生，其中有許多是校內的學生代表，他們在泰國人民解放軍設置在寮國的營地接受訓練，教官來自泰國、越南和寮國。泰共將這些學生分成五到十組，每組大約250人。然而，有許多在都會區成長的學生無法適應游擊隊中艱困的生活。因此泰共決定把他們從叢林之中調到農村當中。
到1978年先后共有3000多人上山参加斗争。
到了1977年，泰共已擁有六到八千人左右的武裝勢力，以及約一百萬名支持者。據官方資料，當時全泰國約有一半的省分「遭到共黨滲透」。
左派知識分子的加入使泰國愛國陣線的政策制定更加完善。在黨員人數擴增之後，泰共開始吸收泰國社會各階層的勢力。1977年5月7日，泰國社會黨宣布與泰共在武力上進行合作。7月2日，兩黨宣布成立聯合陣線。10月4日，泰國人民之聲宣布「愛國民主軍事協調委員會」（Committee for Coordination of Patriotic and Democratic Forces）於9月28日成立，9名協調委員分別是：
- 主席：乌东·西素万（Udom Srisuwan，泰國共產黨中央委員會成員）
- 副主席：汶延·沃通（Boonyen Wothong，泰國社會黨）
- 協調委員：蒙功·那·那空（Monkon Na Nakhon，泰國共產黨）、特蓬·猜迪（Therdphum Chaidee）、西通·裕甘他（Sithon Yotkantha，農民運動人士）、沙玛·乍利恭（Samak Chalikun，社會主義統一陣線）、参尼·沙迪社（Chamni Sakdiset）
- 協調委員暨發言人：西·因他巴提（Sri Inthapathi，原任職於泰國政府的公共關係部）
- 秘書：提拉育·布恩米（Thirayut Boonmi）

學運人士，為「團結戰鬥」（Samakhi Surop）的主編，這本雜誌在當時的學生之間和國內頗為流行，甚至發行到海外。

當時與泰國共產黨合作的還有泰國穆斯林人民解放軍（Thai Moslem People's Liberation Armed Forces）及全泰學生中心。

### 由盛轉衰
由於泰共極度倚賴外國和鄰國共產黨的協助，軍事和政治上的發展受到同盟一定程度的牽制，因此盟邦若不願提供幫助，泰共將處於十分不利的地位。
1975年，越南和柬埔寨發生衝突，中越共產黨之間關係惡化。1978年，中國和蘇聯交惡，造成越南和柬埔寨的紅色高棉發生戰爭，使泰共頓時間失去了來自越南和柬埔寨的協助，而寮國站在越南這一邊。1979年1月，寮國政府驅逐了境內的泰共以及泰國人民解放軍，使泰共頓失依靠。10月22日，Bunyen Worthong帶著一小部分的前學生領袖和知識分子自黨內分裂出來，在永珍自組泰國新黨（Thai Isan Liberation Party，又被稱為Pak Mai，即「新黨」之意），支持越南-寮國聯盟。
泰共對於柬越衝突一開始決定維持中立，後來越南軍事入侵柬埔寨之後，泰共在1979年6月7日發表譴責越南的聲明。东南亚形势发生变化。在泰国社会性质、革命道路等问题上持不同意见的统战人士、青年学生，先后离开泰共下山，走各自的道路。但在此時，泰共面對空前的外交危機，泰國政府和中國決定聯手對抗越南，同時兩國在外交以及貿易上的往來逐漸升溫，也因为邓小平上台后取消了毛泽东的“输出革命”政策。這使得中國對於泰共的援助急遽減少，邓小平政權甚至勸阻泰共在電台發表反政府的叛亂思想。1979年7月10日，「泰國人民之聲」宣布停業，並於隔天發送最後一則廣播後，正式結束運作。9月30日，《人民日報》刊登了泰共慶祝中華人民共和國成立30週年的賀辭，賀辭呼籲兩黨加強軍事上的合作，但此後中國媒體鮮少報導有關泰共的報導。
泰共自成立就将毛泽东思想定为指导思想，在中共的影响和支持下，走上了农村包围城市的武装斗争路缐，对中共革命经验亦步亦趋。在泰国国内局势混乱时，泰共在农村获得了极大发展，大批大学生、知识分子争相走进丛林加入泰共，一如曾经的延安。当1980年代泰国国内局势趋于缓和，发展走上正轨时，泰共的指导思想越来越受到质疑，引发党内大讨论，矛头直指泰共中央。认为泰共中央是旧时代思想的代表，建议建立新式马克思主义机构，並提出了新的战略战术，但泰共中央仍然坚持中国经验，认定泰国「半殖民地半封建社会」的性质。泰共因此分裂，大批青年学生重返城市， 城市组织瓦解，泰共由此衰落。

### 衰亡（1980年代）
1980年，泰國政府宣布了「66/2523命令」，表示接受招安的泰共幹部可以獲得赦免。

1981年3月，泰國社會黨聲稱泰共已經被外國勢力所把持，宣布與泰國共產黨決裂。

1981年4月，泰國共產黨的領導人呼籲與政府進行和平談話。泰國政府則回應泰共必須先解除其所有武裝勢力，才有進行溝通的可能。
1981年10月25日，泰國陸軍作戰部指揮官差瓦立·永猜裕將軍發表聲明，宣布已經掃蕩泰國北邊及東北邊的泰國人民解放軍勢力，戰爭已經進入尾聲。1982年，泰國總理炳·廷素拉暖將軍宣佈了「65/2525命令」，再次赦免歸降的共產黨員和解放軍。
1982年3-4月，泰共召开第四次全国代表大会，总结了17年来进行农村武装斗争的经验。巴差·滩雅派汶当选为总书记。通过了题为《广泛团结爱国民主力量，为真正独立民主斗争到底》的政治报告和新党章。确定党目前的三大任务是：进一步扩大和加强爱国民主力量；坚持农村武装斗争并与在城乡开展经济、政治和其他形式的斗争紧密结合；加强党的建设，坚持自力更生为主、努力争取国际援助的方针。1982年到1983年，大量的幹部及解放軍接受招安，共產黨勢力迅速衰減。受招安的人有很多是在1976年法政大學屠殺事件發生時加入的學生和知識份子，這些人大多反對泰共所堅持的毛澤東主義，並表示泰國應該揚棄農民起義的思想，朝向成為一個工業化國家的目標邁進。1984年4月和1987年4月，泰共第四届中央执行委员会先后有十几名中央领导人被当局逮捕入狱。与此同時，兩名泰共的高層被政府逮捕，一名是中央政治局的成員Damri Ruangsutham。另一名是泰國南方的共產黨領導人Surachai Danwattananusorn。至1989年9月被捕人员先后均获释放。据泰军方估计，至1991年底，泰共在全国各地的武装力量均已下山。
1990年代初之後，泰共銷聲匿跡，且至今仍被列入非法组织。

## 政黨組織
在1970年代，最基層的黨務機關是區委員會和村委員會，由郡委員會管轄。郡委員會上面是省委員會，而省委員會由中央委員會管轄。中央委員會有25人，之後從這25人中選出7人組成中央政治局。
由於泰共對於領導人的身分保密，有關泰共領導組織的資料十分稀少。根據1977年來自柬埔寨的文件，泰共的秘書長是化名「卡姆丹」（Khamtan）的Phayom Chulanont。其他文獻提到同時期的領導人物還有「沙馬南同志（Comrade Samanan，Jaroen Wanngam的化名）」。

## 種族組成
在暹羅共產黨成立前，中國共產黨黨員因國民政府為剿共而流亡海外，有些便參與組成暹羅共產黨，因此泰共與中國人合作至為密切。1946年，泰國共產黨獲得了短暫的合法地位，並且受到中國學運和工會運動的激勵。黨內有2000名活躍分子和3000多位支持者。1949年中華人民共和國成立，大部分在泰國的華人左派人士卻選擇加入泰國共產黨，導致在1976年之前，泰共大部分都由中國人組成。
1976年，法政大學大屠殺事件之後，大量泰國人加入共產黨，泰國人成為泰國共產黨中的主要族群。
黨中還有許多其他少數族群的人士，其中有一大部分是因為寮國的反共政策，而加入泰共的苗人。

## 外部連結
- List of incidents attributed to the Communist Party of Thailand on the START database （页面存档备份，存于）
- The Road to victory : documents from the Communist Party of Thailand Chicago : Liberator Press, 1978